# Dharmnagar, Bagalkot
Dharmnagar là một làng thuộc tehsil Bagalkot, huyện Bagalkot, bang Karnataka, Ấn Độ.